# فایفهد مگدالن
فایفهد مگدالن (به انگلیسی: Fifehead Magdalen) یک روستا و محله مدنی در بریتانیا است که در North Dorset واقع شده‌است. فایفهد مگدالن ۸۰ نفر جمعیت دارد.